# 부경고 SC
부경고SC는 부산광역시에 위치한 under-18팀 유형의 축구단이다. 부경고등학교의 축구부 원으로 구성되어 있으며, 1945년에 창단 되었다.

## 참고 문헌
- “KFA 통합경기정보 시스템”. 대한축구협회.

## 같이 보기
- 부경고등학교